# Vánoční (píseň)
„Vánoční“ je singl skupiny Kryštof a Karla Gotta, měl premiéru 5. listopadu 2020 v 9:00 SEČ. Hudbu napsal Richard Krajčo, frontman skupiny Kryštof, a na textu s ním spolupracoval Petr Harazin.

## Vznik písně
Píseň byla natočena již v lednu 2019, premiéra však proběhla až rok poté, co Karel Gott zemřel, jak se Krajčo s Gottem domluvili. Vznikla ještě před písní „Srdce nehasnou“, která byla vydána v květnu roku 2019. Krajčo k písni řekl: „Toužili jsme po písni, která se bude zjevovat pokaždé o vánočních svátcích, ale zároveň se vyhnout všem klišé.“

## Videoklip
Za námětem, scénářem i režií videoklipu stojí Karin Krajčo Babinská, která k videoklipu řekla: „Nakonec jsem se rozhodla, že zachytím tu pravou rodinnou vánoční atmosféru, kdy se u štědrovečerního stolu sejdou čtyři generace lidí. V klipu je ukrytý i příběh a je dobré dokoukat ho až do úplného závěru, aby se všechno spojilo. Je věnovaný všem, kteří tady s námi už nejsou, ale na které nikdy nezapomeneme.“ Ve videoklipu hrála Iva Janžurová, Dana Batulková, Lucie Štěpánková, Jasmína Doubová, Berenika Krajčová, Alois Švehlík, Pavel Rímský, Richard Tristan Krajčo a samotná skupina Kryštof.